# Anton Riederer
Anton Josef Riederer (* 8. Mai 1929 in Duisburg; † 21. März 2004) war ein deutscher Politiker der SPD.

## Ausbildung und Beruf
Anton Riederer absolvierte die Volksschule und die Oberschule mit der Ablegung der Mittleren Reife. Danach war er Maurer-Umschüler; seine Facharbeiterprüfung legte er im Jahr 1948 ab. Im Jahr 1954 legte er die Meisterprüfung ab. Im Anschluss war er freiberuflicher Ingenieur.

## Politik
Anton Riederer war seit 1953 Mitglied der SPD. Im Jahr 1954 wurde er Vorsitzender des Ortsvereins Alt-Hamborn/Obermarxloh. Diese Funktion hatte er bis 1980 inne. Als Stellvertretender Vorsitzender des Unterbezirks Duisburg fungierte Riederer von 1966 bis 1978 und ab 1978 war er Vorsitzender des Unterbezirks. Im Jahr 1946 wurde er Mitglied der Industrie-Gewerkschaft Bau, Steine, Erden. Mitglied des Rates der Stadt Duisburg war er von 1964 bis 1974.
Anton Riederer war vom 25. Juli 1966 bis zum 31. Dezember 1983 direkt gewähltes Mitglied des 6., 7., 8. und 9. Landtages von Nordrhein-Westfalen für den Wahlkreis 076 Duisburg V bzw. für den Wahlkreis 070 Duisburg V.

## Ehrungen
Riederer wurde am 3. November 1994 mit dem Verdienstorden des Landes Nordrhein-Westfalen ausgezeichnet.